# Hörnle (Schwäbische Alb)
Das Hörnle ist ein 706,6 m ü. NHN hoher, der Schwäbischen Alb vorgelagerter Berg in den Landkreisen Esslingen und Reutlingen in Baden-Württemberg.

## Geografische Lage
Das Hörnle liegt zwischen Neuffen (Landkreis Esslingen) im Nordosten und Dettingen an der Erms (Landkreis Reutlingen) im Süden, wobei die Grenzen beider Gemeinden und Landkreise exakt über seine Kuppe verlaufen. Der Nordhang des Hörnle wurde früher als Steinbruch genutzt. In nordwestlicher Nachbarschaft liegt der Berg Jusi (672,6 m).

## Naturschutzgebiet
Mit Verordnung des Regierungspräsidiums Stuttgart vom 21. November 1997 wurde ein Teil des Hörnle mit der Bezeichnung Neuffener Hörnle-Jusenberg mit einer Gesamtfläche von 48,0 ha als Naturschutzgebiet ausgewiesen.